# Qinpai
Qinpai (kinesiska: 覃排乡, 覃排) är en socken i Kina. Den ligger i den autonoma regionen Guangxi, i den södra delen av landet, omkring 87 kilometer nordost om regionhuvudstaden Nanning.
Genomsnittlig årsnederbörd är 1 879 millimeter. Den regnigaste månaden är juli, med i genomsnitt 309 mm nederbörd, och den torraste är februari, med 37 mm nederbörd.